# Sarah Stein
Sarah Stein est une collectionneuse d'art américaine née le 26 juillet 1870 à San Francisco et morte en 1953 dans la même ville. Membre de la famille Stein par son époux Michael, elle est notamment connue pour son soutien au peintre français Henri Matisse, dont elle achète plusieurs tableaux, qu'elle persuade d'ouvrir l'académie Matisse et qui réalise son portrait, Sarah Stein, en 1916.
Le saxophoniste Benny Golson lui dédie un morceau dans son album "Free" (1963): "Shades Of Stein". Le morceau comporte des coltrane changes.